# Cenk Şahin
Enver Cenk Şahin, né le 22 septembre 1994 à Zonguldak, est un footballeur turc. Il évolue au poste d'attaquant au Bursaspor.

## Biographie

### En club

#### İstanbul Başakşehir FK
Formé au İstanbul Başakşehir FK, il réalise ses débuts professionnels lors de la saison 2011-2012, en prenant part à deux matchs. Il joue cinq matchs la saison suivante, mais le club est rétrogradé en seconde division turque. C'est lors de la saison 2013-2014, en division 2, que le joueur gagne du temps de jeu et participe à vingt-six rencontres. Le club termine premier du championnat et retrouve la SüperLig. Lors de son retour dans l'élite, il prend part à vingt-cinq rencontres toutes compétitions confondues.

#### FC Sankt Pauli et FC Ingolstadt 04
En 2016, il est prêté une saison au club allemand FC Sankt Pauli qui le transfère définitivement la suivante suivante. Il joue dans le club hambourgeois avant d'être de nouveau prêté au club allemand FC Ingolstadt 04.
À la suite d'un post Instagram de soutien à l'armée turque dans le contexte de l'opération Source de paix menée en Syrie, il est « écarté » du FC Sankt Pauli jusqu'au mois de janvier avec l'indication d'un transfert à venir lors du prochain mercato hivernal. Le FC Sankt Pauli a en effet une politique marquée, le club étant antifasciste et antiraciste de par ses statuts. Un retour du joueur dans le championnat turc est envisagé via son ancien club du İstanbul Başakşehir FK.

#### Kayserispor
Le 8 janvier 2020, libre de tout contrat, Şahin s'engage en faveur du club turc de Kayserispor pour six mois.

### En équipe nationale
Avec la sélection des moins de 19 ans, il participe au championnat d'Europe des moins de 19 ans 2013 organisé en Lituanie. Lors de la compétition, il inscrit un but contre la Géorgie.
Il participe la même année avec la sélection des moins de 20 ans à la Coupe du monde des moins de 20 ans 2013 organisée dans son pays natal. Lors du mondial, il joue quatre matchs : contre le Salvador, la Colombie, l'Australie, et enfin la France. Il inscrit un doublé lors du premier match, contre le Salvador.

## Palmarès
Avec son club formateur, le Başakşehir FK, il est champion de deuxième division en 2014.